# Egyptský ejálet
Egyptský ejálet (arabsky إيالة مصر, osmansky ایالت مصر) byl do roku 1867 jednou z provincií (ejáletem) Osmanské říše v Severní Africe, předtím byl po několik století ovládán domácí dynastií mamlúků. Egypt byl na mamlúcích dobyt Osmanskou říší v roce 1517. Egyptský ejálet byl vždy obtížnou provincií pro kontrolu osmanských sultánů. I nadále zde zůstali dominantní poloautonomní mamlúci a to až do dobytí Egypta Francií v roce 1798. Poté, co byli Francouzi vyhnáni, byl pod kontrolou albánského Muhammada Aliho a jeho potomků, kteří dostali Egypt z osmanské moci. To trvalo do roku 1882, kdy došlo k britské invazi a Egypt se stal de facto protektorátem Velké Británie.

## Historie

### Rané turecké období v Egyptě
Po dobytí Egypta sultánem Selimem I., byla země považována nikoliv za provincii Osmanské říše, ale za vazalský stát. Celé toto raně turecké období v Egyptě se pak neslo ve znamení boje o moc mezi mamlúky a zástupci Osmanské říše. Velká část země byla lénem mamlúků a i po administrativních změnách jim zůstala, což umožnilo mamlúkům rychle se vrátit na vlivná místa. Mamlúčtí emírové byli i hlavami dvanácti sandžaků, na které byl Egypt rozdělen. Další osmanský sultán, Sulejman I., zřídil dvě komory nazývané Velký Divan a Malý Divan (říšská rada), v nichž byly zastoupeny armádní a církevní autority, které měly pomáhat a podporovat pašu v jeho jednáních. Šest pluků, které zřídil už sultán Selim pro udržení moci a pořádku v zemi, navíc Suleiman ještě o jeden rozšířil. Nejvlivnější byl pluk egyptských mamlúků.

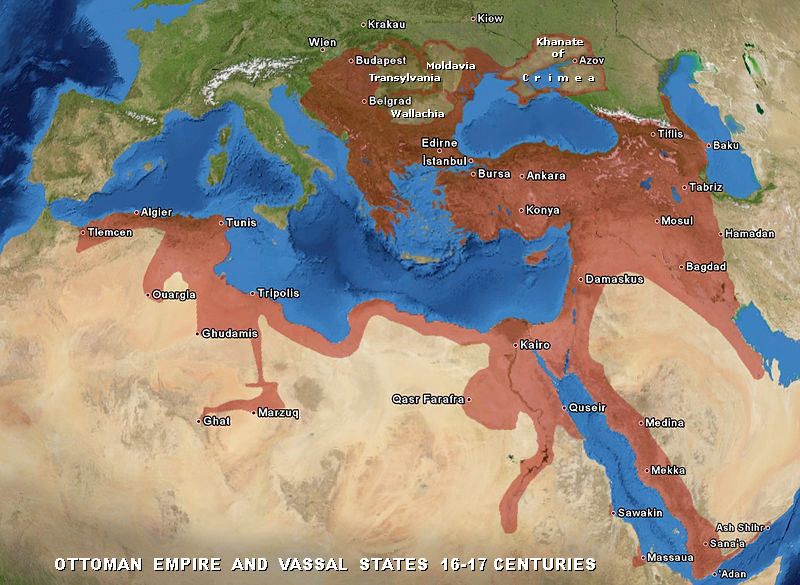
Osmanská říše v 16.–17. století

V roce 1527 došlo k prvnímu průzkumu Egypta pod Osmany, oficiální kopie ale byly zničeny při požáru. Nový průzkum přišel až v roce 1605. Tehdy byla egyptská půda rozdělena do čtyř tříd: sultánovo území, léna, půda pro armádu a pozemky pro církev. Praxí divanu, tzv.Vznešené Porty, bylo měnit egyptské místodržící s hodností paši ve velmi krátkých intervalech, po roce nebo několika měsících. Tyto neustálé změny ve vládě zřejmě způsobily, že se v raném období osmanské okupace dostala mimo kontrolu armáda, což vedlo na začátku 17. století k častým vzpourám. Dalším důvodem těchto vzpour byl pokus zastavit vydírání, tedy vynucené platby vymáhané vojsky od obyvatel Egypta na smyšlené dluhy.
Roku 1609 vypukla mezi armádou a pašou, který měl na své straně některé loajální pluky a beduíny, válka. Armáda byla poražena egyptským místodržícím – Muhamedem Pašou, který 5. února 1610 vstoupil do Káhiry, popravil osnovatele vzpoury a mnoho dalších vyhnal do Jemenu. O této události se hovoří jako o druhém dobytí Egypta Osmany. Muhamed zároveň provedl velkou finanční reformu.
I poté ale docházelo k časté výměně místodržících, což vedlo ke ztrátě respektu Egypťanů. V červenci 1623 přišel rozkaz, že tehdejší místodržící Mustafa Paša má být nahrazen Alim. Místní důstojníci požadovali pro nového místodržícího přímého zástupce, byli odmítnuti a proto se postavili na stranu odvolaného Mustafy. Po incidentu, kdy byl Ali Paša po svém příjezdu do Alexandrie zatčen a uvězněn, posléze zachráněn a přinucen odjet, přišel z Istanbulu vzkaz potvrzující Mustafu místodržícím. Nejvíce v tomto období ale Egypt utrpěl hladomorem a morem. Na jaře 1619 zemřelo na 635 000 osob, v roce 1643 bylo zcela zpustošeno 230 vesnic.
Káhira byla v té době důležitým městem, protože zde byla pšenice pro lidi z Istanbulu. Uvnitř citadely v Káhiře soupeřili různé skupiny mamlúků, hlavně azabové a janičáři.

### Pozdější turecké období v Egyptě

#### Boj o moc

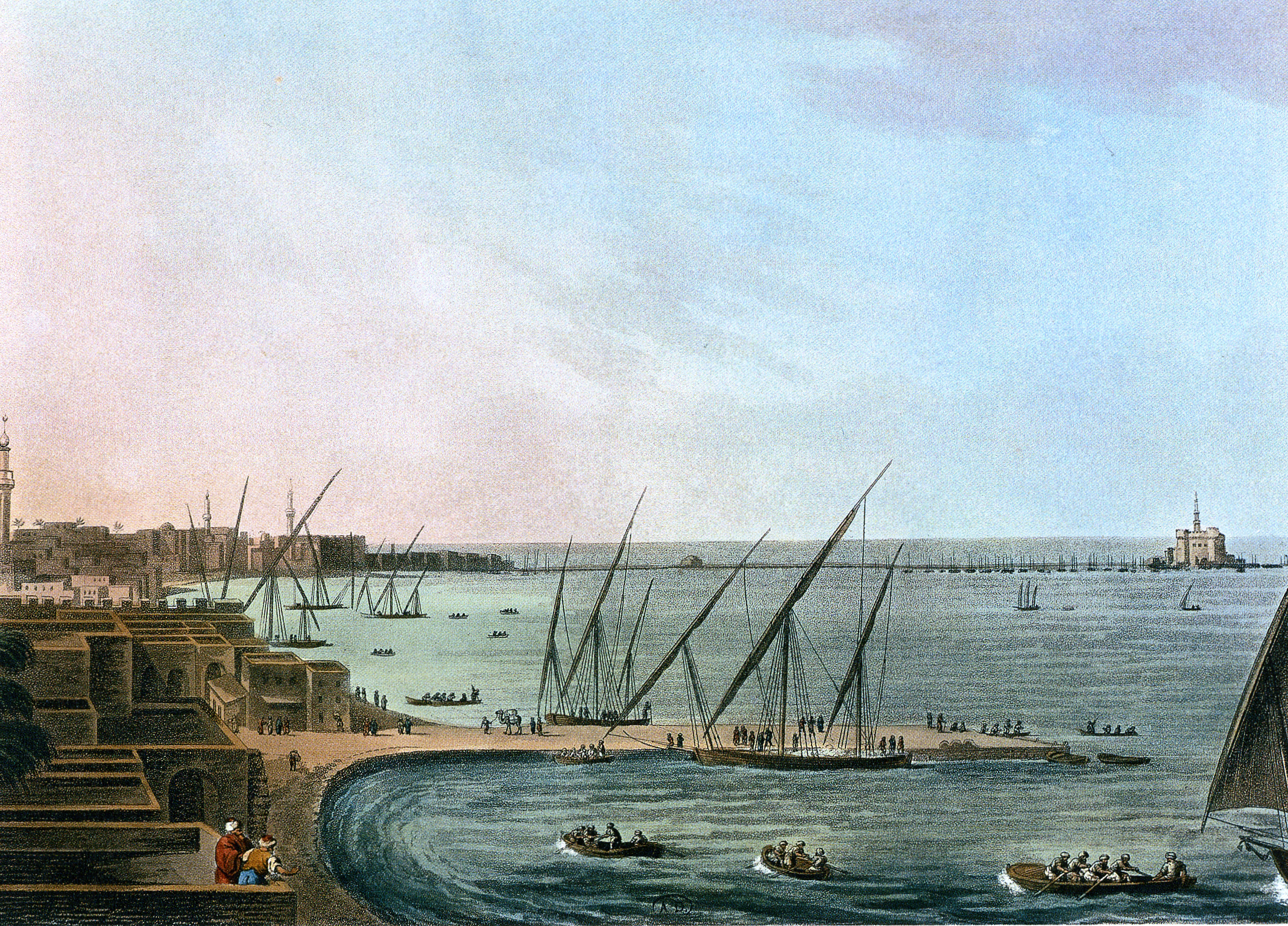
Alexandrie v 18. století

Do 18. století byla důležitost pašů nahrazena mamluckými beji a dvěma úřady – Šejk al-Balad a Emír al-Hajj – jež byly v držení těch osob, které představovaly skutečné vedení obce. Proces, kdy tento stav vznikl, je poněkud nejasný. Roku 1707 se Šejk al-Balad – Qasim Iywaz – nachází v čele jedné ze dvou frakcí mamlúků – Kasemité a Fikarité – mezi nimiž panovalo již dlouho nepřátelství. Mezi těmito frakcemi proběhl boj, trvající 80 dní. Na jeho konci byl Qasim Iywaz zabit a úřad, který měl v držení převzal jeho syn Ismail. Ten jej vykonával 16 let. Zatímco ve funkci paši neustále docházelo ke změnám, Ismail dokázal usmířit obě frakce mamlúků.
V roce 1724 byl díky intrikám paši zavražděn a Shirkas Bej, z opoziční frakce, povýšen do úřadu Šejk al-Balad na jeho místo. Brzy byl ale sesazen osobou ze své vlastní strany a utekl do Horního Egypta. Později se vrátil v čele armády, ale nakonec zemřel. Jeho protivník byl zavražděn krátce nato (1730) a do úřadu nastoupil Othman Bej.
Roku 1743 byl Othman Bej nucen uprchnout z Egypta kvůli intrikám dvou osob – Ibrahima a Ridwana Beje, jež začali s masakrem bejů a dalších lidí, které považovali za své odpůrce. Společně pak vládli v obou výše zmíněných úřadech. Pokus jednoho z pašů sesadit je pomocí puče selhal, díky zradě jeho podporovatelů, kteří nakonec propustili Ibrahima i Ridwana z vězení a paša byl nucen prchnout do Istanbulu. Pokus dalšího paši, který již jednal se souhlasem Istanbulu už byl úspěšný, ale po čase se situace opět obrátila. Nakonec byl Ibrahim zavražděn a na jeho místo do úřadu beje dosazen Ali Bej. Vražda Ibrahima se stala v roce 1775, jeho kolega Ridwan zahynul při následných sporech.

#### Vláda Alího Beje
Ali Bej si stanovil za úkol pomstít smrt Ibrahima, svého dřívějšího velitele. Již dříve (1750) se s pomocí svých přívrženců dokázal zbavit beje ve funkci Šejk al-Balad, kterého nechal uškrtit a tím získal jeho úřad. Poprava vraha jeho bývalého velitele Ibrahima vyvolala mezi ostatními beji odpor a Ali musel opustit svůj post a prchnout do Sýrie, kde získal přátelství místodržícího Akry, Dahera El-Omara, který se za něj přimluvil u Porty a byla tak obnovena jeho funkce Šejk al-Balad.
V roce 1766 musel Ali opět odejít z Egypta, ale o rok později posílila jeho strana v Káhiře a mohl se vrátit. Při obnovení svého úřadu povýšil 18 svých přátel do hodnosti bej, mezi nimi i Ibrahima, Murada a Muhameda Abu-’l-Dhahaba, kteří byli později v čele všech věcí. Udělal maximum, aby dal záležitosti v Egyptě do pořádku a zavedl velmi důležitá opatření na potlačení loupení beduínů z Dolního Egypta. Chtěl založit nezávislou monarchii a za tím účelem se snažil rozpustit všechny síly s výjimkou těch, které byly výhradně pod jeho kontrolou. To vyvrcholilo Aliho výzvou pro všechny beje bojovat o své životy. Jeho návrhy byly přijaty s nadšením, poté byl Egypt prohlášen nezávislým a paša musel do 48 hodin opustit zemi. Pomoc Alimu poslal i paša z Akry.
V Portě nebyli schopni přijmou účinné opatření k potlačení Aliho, později se snažili upevnit své panství zasláním výpravy proti loupežným kmenům v severním a jižním Egyptě, reformou financí a zlepšením správy spravedlnosti.
Ali chtěl rozšířit své impérium. Jeho zeť Abu-’l-Dhahab byl poslán podmanit si Hawwarah a Jemen. Důstojník Ismail Bej byl poslán s 8000 muži získat východní pobřeží Rudého moře a Ilasan Bej obsadit Džiddu. Po šesti měsících patřila větší část Arabského poloostrova Alimu. Když však byl Abu-’l-Dhahab vyslán dobýt Sýrii, zapojil se do tajných jednání s Portou a zavázal se obnovit v Egyptě osmanskou nadvládu. Při zpáteční cestě získal ještě další vojáky, převážně beduíny, a navíc se k němu přidal Ismail Bej. Ali před nimi nakonec 8. dubna 1772 uprchl do Sýrie.
V roce 1773 se Abu-’l-Dhahab učinil sám Šejkem al-Balad a v této funkci začal praktikovat neslýchané vykořisťování Egypta, které mělo za následek, že lid jednoznačně vyzval k návratu Aliho Beje. Ali se vrátil v čele armády bojovat proti Dhahabovi, ale byl poražen a později zemřel.

#### Zásah Osmanské říše

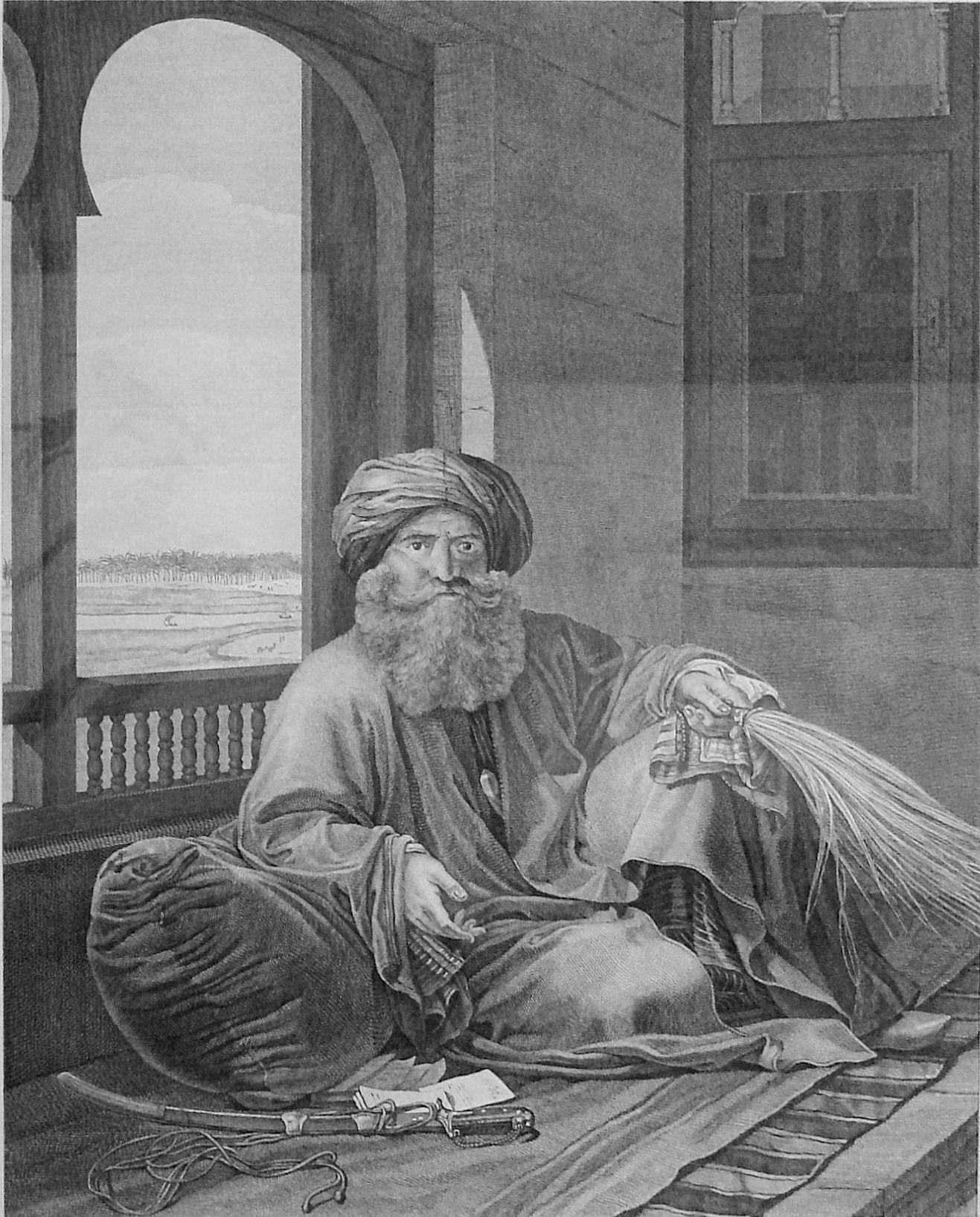
Murad Bej

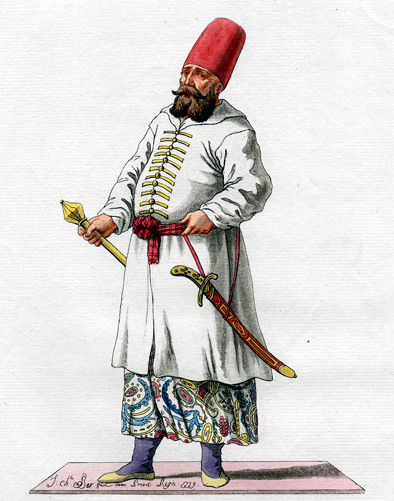
Mamlúcký bojovník

Po jeho smrti se tak Egypt stal opět závislým na Osmanské říši, řízen Abu-’l-Dhahabem jako Šejkem al-Balad, s titulem paša. Ten krátce nato dostal povolení od Porty k invazi do Sýrie, s cílem potrestat přítele Aliho Dahera El-Omara a zanechal v Káhiře svoje zástupce, Ismaila Beje a Ibrahima Beje, kteří zradili Aliho v bitvě s Dhahabem. Po dobytí mnoha měst v Palestině Dhahab zemřel a Murad Bej (další ze zběhů), přenesl své síly zpět do Egypta (1775).
Ismail nyní získal titul Šejk al-Balad, ale brzy byl zapojen do sporu s Ibrahimem a Muradem, kteří nakonec Ismaila vyhnali z Egypta a vytvořili společnou vládu (jako Šejk al-Balad a Emír al-Hajj). I přes konflikty tato vláda vydržela až do roku 1786, kdy byla Portou vyslána výprava na obnovení osmanské nadvlády. Murad byl poražen a Ibrahim se rozhodl vyčkávat. K moci se dostal opět Ismail, ale při řádění epidemie v roce 1791 zemřel on i většina jeho rodiny. Vzhledem k potřebě vládce byly opět povolání Murad s Ibrahimem a jejich duální vláda pokračovala až do roku 1798, kdy Bonaparte vstoupil do Egypta.
V této době byla situace v Egyptě velmi špatná. Dělnický plat byl asi 1/7 piastru denně, což bylo asi 50 piastrů ročně. Naproti tomu Murad Bej si bral 1500 piastrů denně pro své potřeby. Koptské vesnice v Horním Egyptě nakonec odmítly platit daně.

### Egypt pod nadvládou Francie

#### Začátek francouzské okupace

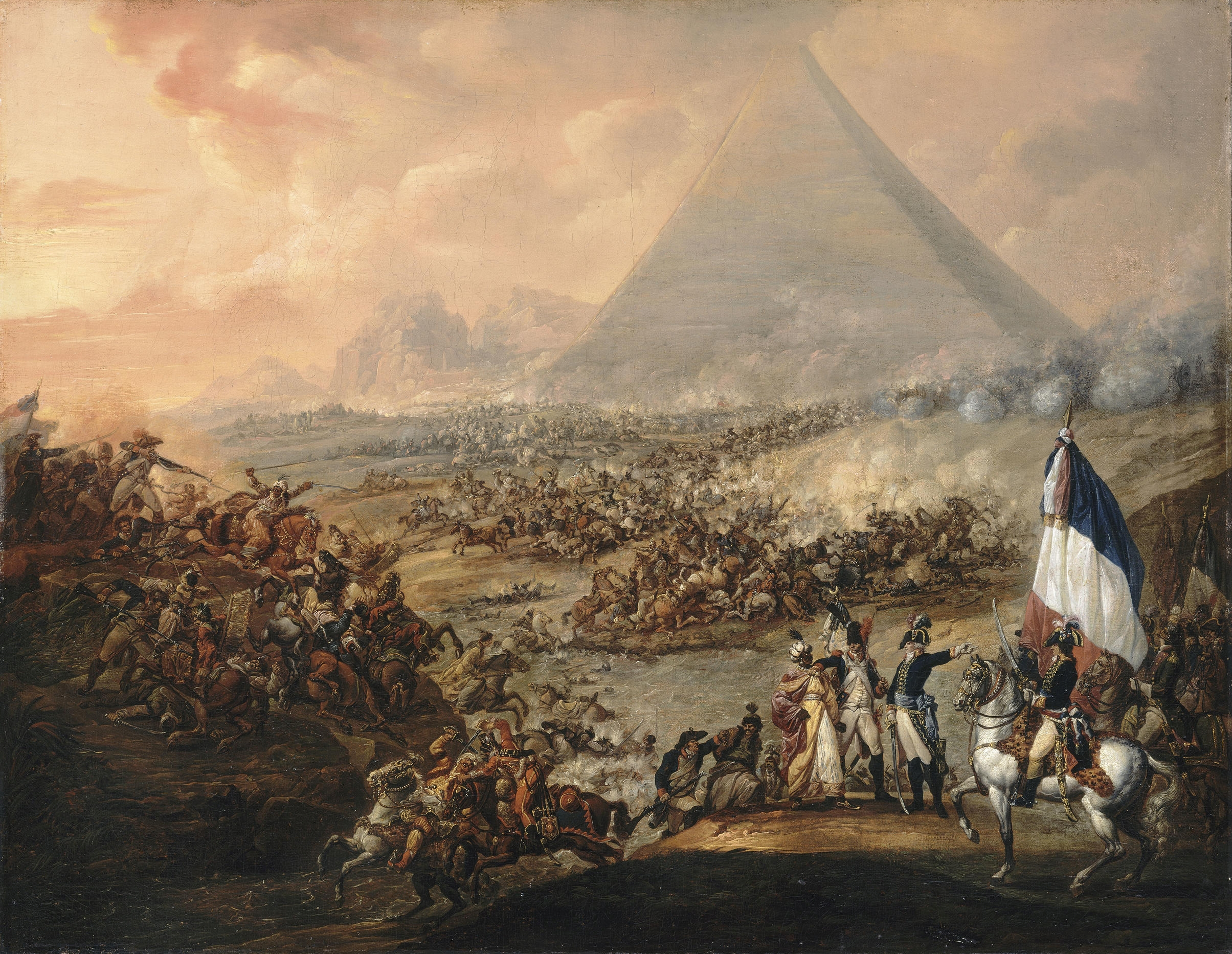
Bitva u pyramid, Francois-Louis-Joseph Watteau, 1798–1799

V červenci 1798 byl Egypt napaden francouzským vojskem. Proklamovaným cílem francouzské výpravy do Egypta bylo potlačení mamlúků a znovu nabytí moci Vznešené Porty. Hlavním cílem Francouzů ale bylo získání přímé cesty do Indie, pro rozvoj obchodu, ale i pro válku s Anglií.
Při tzv. Bitvě o pyramidy byli egyptští mamlúci jasně poraženi. U Egypťanů zprvu převládala přátelská atmosféra a dík Francouzům, že je vysvobodili od vlády mamlúků.

#### Porážka a odchod Francouzů

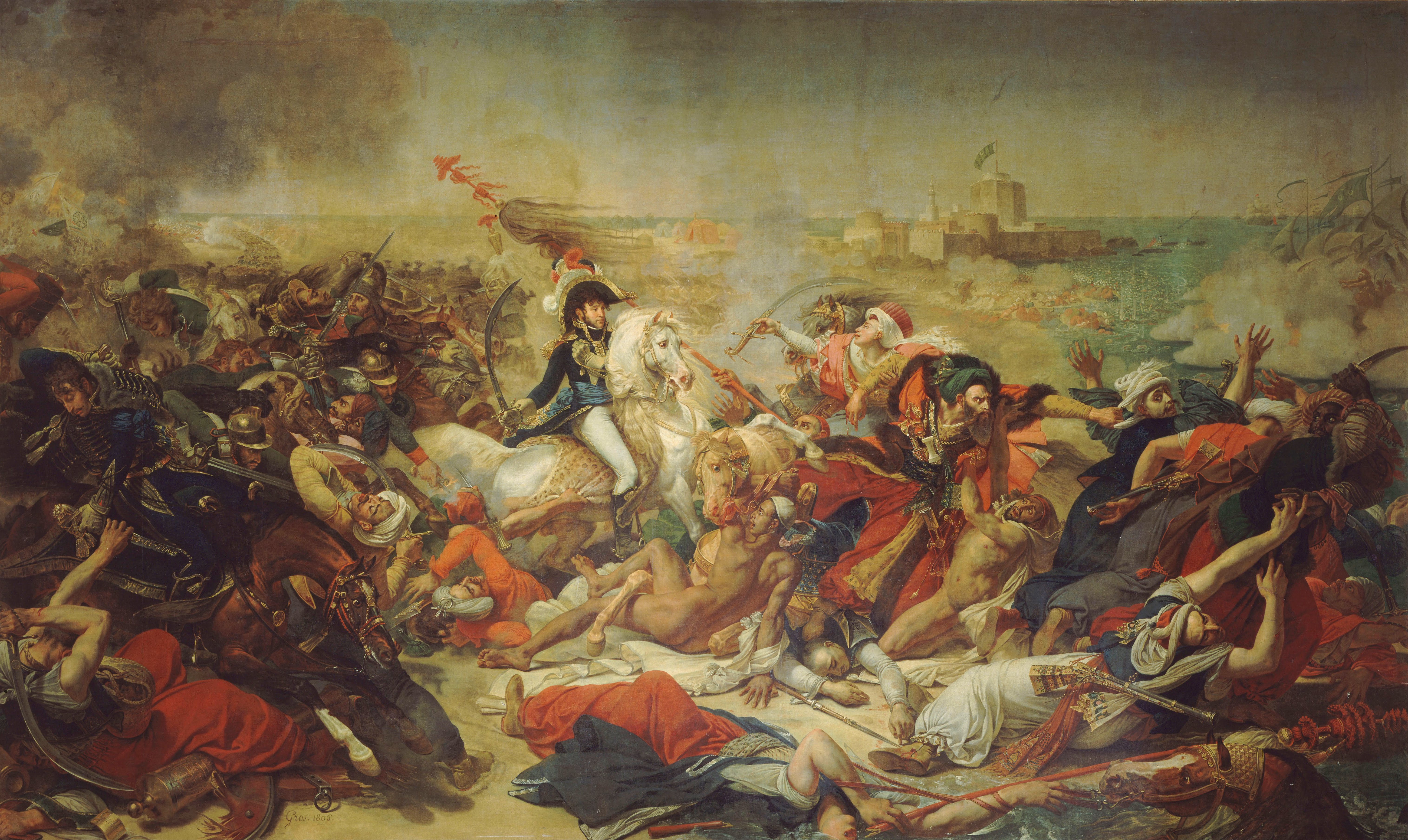
Bitva u Abúkíru, Antoine-Jean Gros

Zničení francouzské flotily v bitvě u Abukiru a selhání francouzských sil v Horním Egyptě, otřáslo vírou Egypťanů v jejich nepřemožitelnost. V důsledku řady nežádoucích novinek byly vztahy mezi Egypťany a dobyvateli z Francie stále více napjaté až nakonec, při příležitosti zavedení domovní daně, vypuklo v Káhiře 22. října 1798 povstání. Nadporučík a místodržící Dupuy byl zabit, místo něj byl povolán generál Jean-Baptiste Kléber, aby vzpoury potlačil, ale když došlo k ustájení francouzského jezdectva v mešitě, což byla pro Egypťany velká urážka, vyvolalo to další vlnu nevole. Francouzi poté vydali nové prohlášení o obnovení dvou divanů, které byly vytvořeny Turky. Speciální rada – divan se skládala ze čtrnácti osob vybraných losem z šedesáti vládních kandidátů a scházel se denně. Hlavní divan se skládal z funkcionářů a scházel se při výjimečných událostech.
V roce 1799 vyhlásila Porta invazi do Egypta s cílem navrátit jej zpět, ale i přes pomoc britské flotily se plán nezdařil.
První týden v březnu 1801 Anglie, vedena Sirem Ralphem Abercrombym, uskutečnila přistání v Abukiru a přikročila k obléhání Alexandrie. Francouzi byli zahnáni, ale anglický velitel byl smrtelně zraněn. Poté byli povolány posily vedené Husainem, kapitánem pašů. Kombinace anglických a tureckých sil měla získat přístav Rosetta. Dne 30. května, byl velitel A.D. Belhiard, který měl na starost Káhiru, napaden britskými jednotkami pod vedením generála Johna Hely Hutchinsona a Turky, jež vedl Ytisuf Paša. Po vyjednávání Belhiard souhlasil s odchodem z Káhiry a s odplutím vojsk do Francie. V září došlo ke konečné kapitulaci Francie a k ukončení okupace Egypta.

#### Význam Napoleonské doby v Egyptě

Egyptská vlajka 1793–1844

Napoleonova výprava měla pro Egypt i velký význam. Součástí Napoleonovy armády byla i komise 167 učenců a umělců, mezi nimiž byli zastoupeni kartografové, zeměměřiči, stavitelé, technici, přírodovědci a archeologové, jež ztělesňovali špičku tehdejšího evropského vědění. Komise složená z těchto lidí pořizovala v Egyptě úplnou dokumentaci a vytvořily velkolepé dílo Popis Egypta. Napoleonova výprava také přinesla Egyptu značný hospodářský, vědecký a kulturní pokrok. V Káhiře byl rovněž zřízen vědecký ústav (Egyptský institut, jehož posláním je všestranné studium Egypta) a začal zde vycházet periodický tisk.

### Návrat pod kontrolu Osmanské říše
Brzy po odchodu Francouzů z Egypta se země stala dějištěm mnohem závažnějších potíží, v důsledku snahy Turků zničil moc mamlúků. Mahomed Khorsev byl první turecký místodržící Egypta po vyhnání Francouzů. Paša a skrze něj sultán se snažili polapit nebo různě oklamat mamlúky, ale toto jejich úsilí selhávalo. Khorsev byl proto poslán do bojů proti mamlúkům do Damanhuru v Dolním Egyptě. Zde byl poražen malou silou al-Alfiho. Střelivo a zbraně padly do rukou mamlúků. To vedlo k dlouhé občanské válce mezi Albánci, mamlúky a Turky.

### Vláda Muhammada Alího a jeho dynastie

#### Vzestup k moci Muhammada Alího

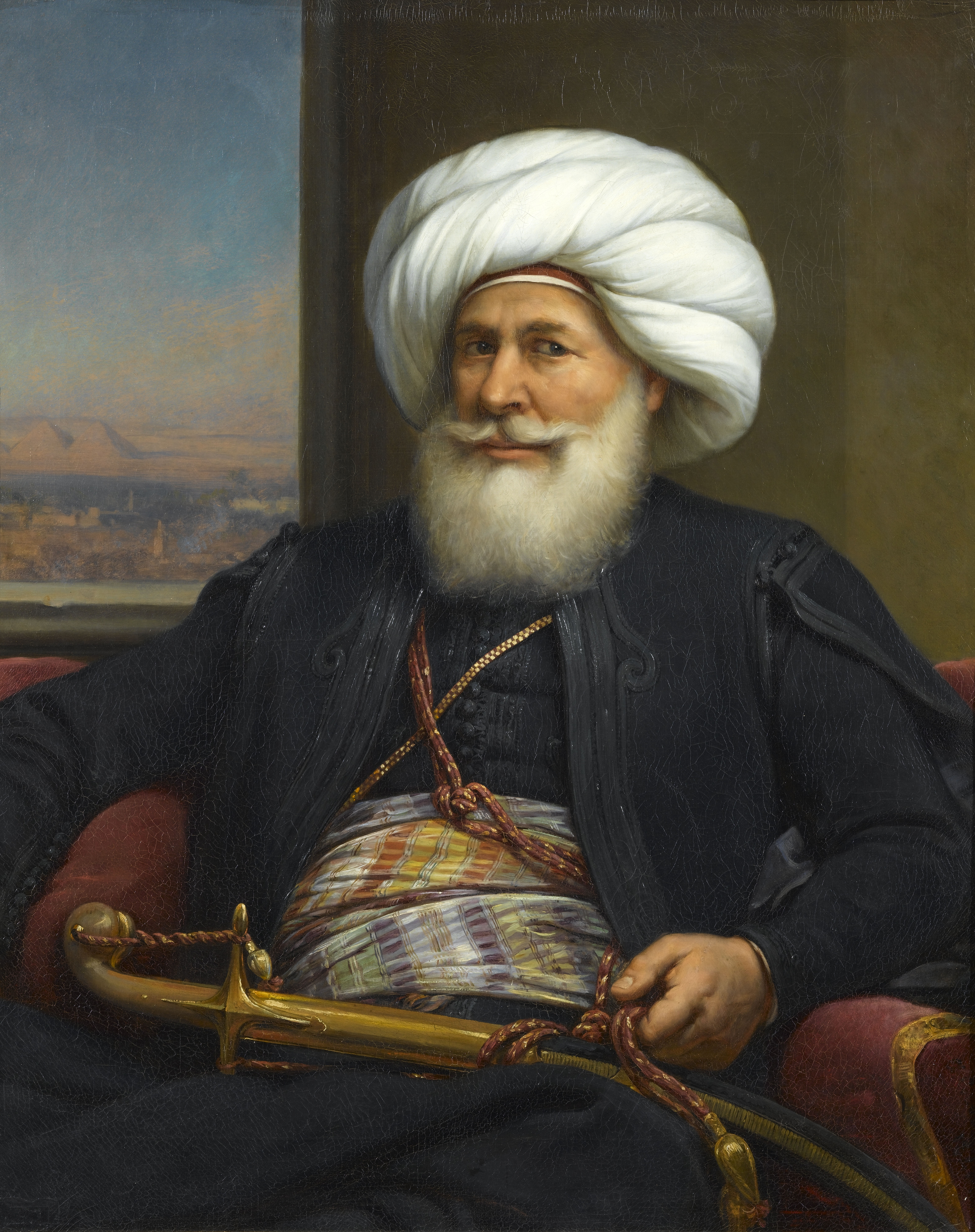
Muhammad Alí

Během tří občanských válek (1803–1807) mezi Albánci, Turky a mamlúky převzal kontrolu nad Egyptem Albánec Muhammad Alí, jenž se narodil v Kauvalle v roce 1769. Roku 1805 uznal jeho postavení osmanský sultán a v roce 1806 jej jmenoval egyptským místodržícím. Alího nepřítelem se okamžitě stali Angličané a mamlúčtí bejové. S beji se však rázně vypořádal 1. března 1811, kdy jich na 300 vlákal do káhirské citadely a tam je nechal postřílet. Ostatní bejové a jejich stoupenci byli povražděni vzápětí.

#### Muhammadovy reformy
Již v roce 1808 začal s reformami, mezi které patřilo i znárodnění půdy.Muhammad Alí přesně stanovil druh a množství pěstovaných plodin, určil státní výkupní ceny, upravil rozpis daní a zavedl všeobecnou pracovní povinnost v zemědělství, řemeslnických dílnách, vojsku a státní správě. Pokusil se reorganizovat své vojsko, což vyvolalo vzpouru a tak byl projekt odložen. I přesto ale dokázal vybudovat jednu z nejvyspělejších armád na celém Blízkém východě, čítající čtvrt milionu mužů vyzbrojených a vycvičených podle evropského způsobu. Silné bylo rovněž válečné loďstvo.Jeho úspěchy pozoroval i osmanský sultán, ale Muhammad Alí ho plně respektoval a svou oddanost mu projevil za řeckého povstání v roce 1821, tudíž sultán neměl žádný důvod proti němu zakročit. Alí také věnoval pozornost posílení egyptské ekonomiky. Vytvořil státní monopoly na hlavní produkty země. Také vznikla celá řada továren a, kromě jiného, Alí zavedl pěstování bavlny ve velkém. Také výrazně vzrostla produkce cukru, rýže, hedvábí a indiga. Naopak, Egypt přestal být středomořskou obilnicí a obilí začal dovážet. I tak se z Egypta stal prosperující zemědělský stát.

#### Rozšiřování impéria

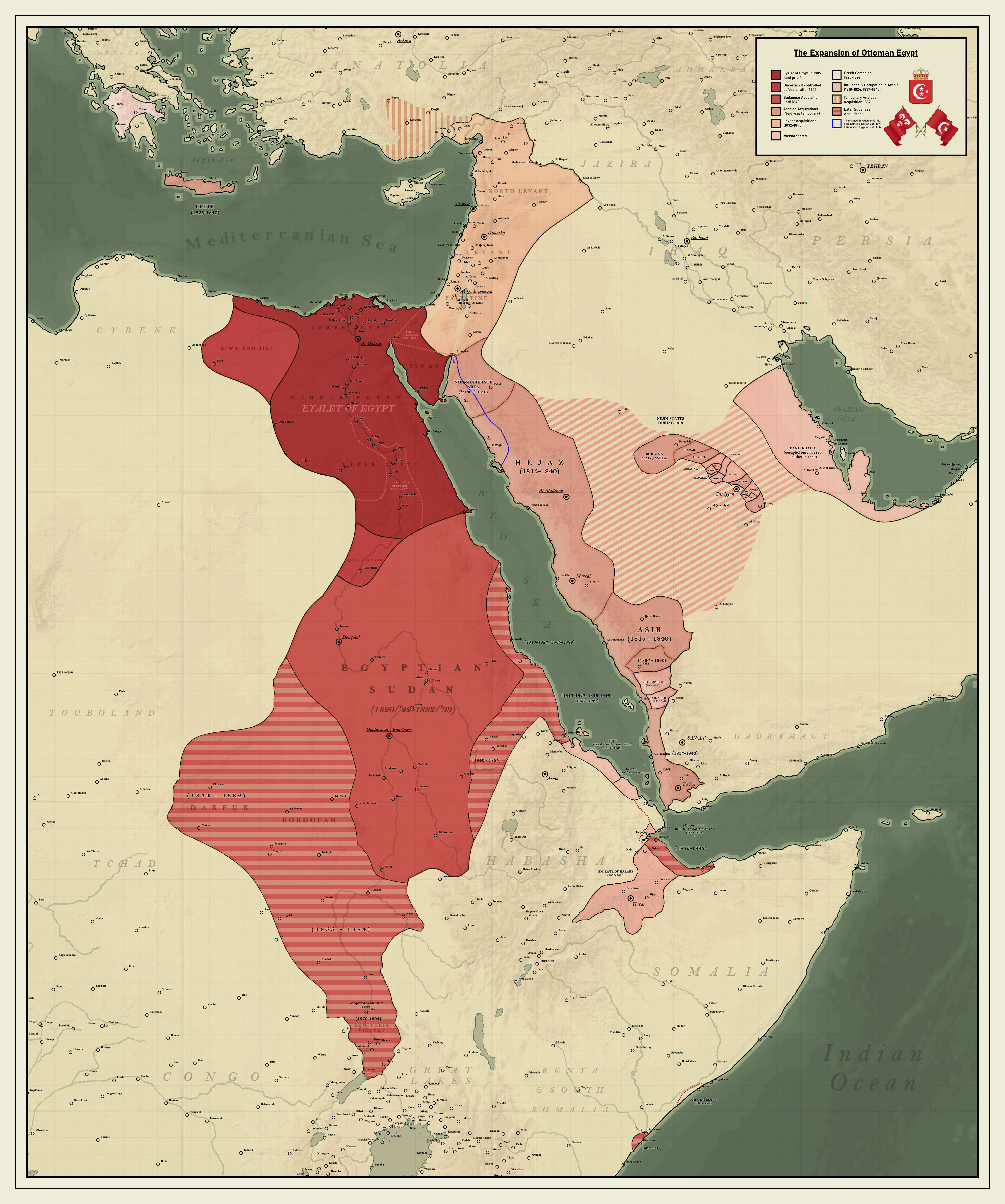
Říše Muhammada Aliho a jeho synů

V letech 1820–1822 provedl Muhammad Alí invazi do Libye a východního Súdánu, obě byly úspěšné. V roce 1824 došlo ke vzpouře v Horním Egyptě. Bouřili se převážně rolníci a to kvůli Alího reformám, zejména proti zavedení brané povinnosti a zvýšení daní. Jejich porážka připomínala masakr a tato vzpoura byla posledním pokusem zničit pašu.
V roce 1831 vtrhla egyptská armáda do Sýrie. Jako záminku Muhammad Alí uvedl, že mu Abdulláh Paša v Akře odmítl vydat egyptské uprchlíky. Při dobývání padla nejen Akra, ale i Damašek a další syrská města. Alímu také pomáhala skutečnost, že syrští Arabové jej vítali jako osvoboditele od turecké nadvlády. Egyptská vojska prošla celkem bez potíží celou Anatolií až ke Konyi, kde v prosinci 1832 došlo k velké bitvě. Velkovezír Rezid Paša byl poražen a zajat. Nyní měl Muhammad Alí možnost dobýt Istanbul, ale nakonec se neodvážil porazit osmanskou dynastii.
Důvodem bylo i to, že ve prospěch sultánovy vlády zasáhlo Rusko (posléze i Francie a Anglie). Tyto velmoci donutily Alího zastavit svůj postup, zároveň však byl sultán nucen přistoupit na různé ústupky (květen 1833) – Muhammad Alí si ponechal ve správě Egypt a Sýrii, jeho syn Ibrahim dostal sandžak Adana. Muhammed Alí byl nucen i nadále nad sebou uznávat sultánovu vládu.

#### Střet s Osmanskou říší
V roce 1839 došlo k dalšímu střetu sultánovy vlády a Alího. Navíc se přidávaly nepokoje v Sýrii, kvůli nespokojenosti s Egyptskou okupací a tím, že Ibrahim Paša zrovnoprávnil křesťany. Toho chtěla využít Porta, ale sultánská vojska byla opět poražena. Zároveň celé osmanské válečné loďstvo přešlo na stranu Alího, který tak měl možnost stát se vládcem celé říše. Toho se zalekly evropské velmoci a podnikly patřičné kroky.
Když Muhammad Alí odmítl evakuovat Sýrii, zasáhly anglické a francouzské lodě a bombardovaly syrské přístavy, Bejrút a ohrozily i Alexandrii. Muahammad Alí nakonec kapituloval; jeho rodině zůstala dědičná vláda na Egyptem a Súdánem, ostatní území ztratil, loďstvo muselo být vráceno zpět Portě a Egypt musel zničit své loděnice, snížit stav armády na 18 000 mužů a uznat anglo-tureckou obchodní dohodu, která otevřela Anglii cestu k ekonomickému pronikání do země.

#### Vláda Muhammadových nástupců
Po smrti Muhammada Alího začal vládnout Abbás I. Ten podlehl britskému tlaku a udělil britským společnostem koncese na stavbu důležitých silnic a železnic, čímž si Anglie zajistila kontrolu nad pozemními komunikacemi. Po vraždě Abbáse v roce 1854 se ujal vlády Saíd, který byl velice vzdělaný, osvícený a oblíbený. Zavedl arabštinu jako úřední jazyk, jmenoval úředníky a důstojníky z řad Egypťanů, snížil daně a zrušil vnitřní cla. Roku 1854 také udělil koncesi na stavbu Suezského průplavu Francií. Výdělky z něj ale nakonec neplynuly Egyptu, jak Saíd předpokládal, ale Francii a Velké Británii, která včas nakoupila akcie. Při slavnostním otevření už v Egyptě vládl Ismáíl, jenž se honosil titulem chedíva, který mu udělil sultán.Za jeho vlády došlo k hospodářskému povznesení Egypta – budovaly se hráze a zavlažovací zařízení, silnice a železnice, přístavy, byl zaveden plyn apod. Na druhé straně rozmařilost chedíva a prohraná válka s Etiopií (1875-1877) přivedly zemi do finančních potíží.

#### Britská okupace
V červnu 1879 přebírá vládu Ismáílův syn Taufík a v Egyptě dochází k rozmachu národního hnutí. Jelikož byl Taufík v roce 1882 nucen přijmout ústavu, jež poskytovala Národnímu shromáždění značné pravomoci a kontrolu nad financemi, došlo k zásahu evropských velmocí. V červenci 1882 se udála krvavá bitva, jež skončila anglickým obsazením Alexandrie. Egyptské nacionalistické hnutí v čele s Ahmedem Arábím bylo poraženo a Egypt se tak vlastně stal součástí britské říše.